# Retraites ouvrières et paysannes
La loi française sur les retraites ouvrières et paysannes crée en 1910 un système de retraite par capitalisation obligatoire pour les travailleurs âgés de plus de 65 ans. 
Le caractère obligatoire des cotisations est annulé dès 1911 par la cour de cassation et la loi modifiée en 1912 pour ramener l'âge de la retraite à 60 ans. 

## L'exemple allemand

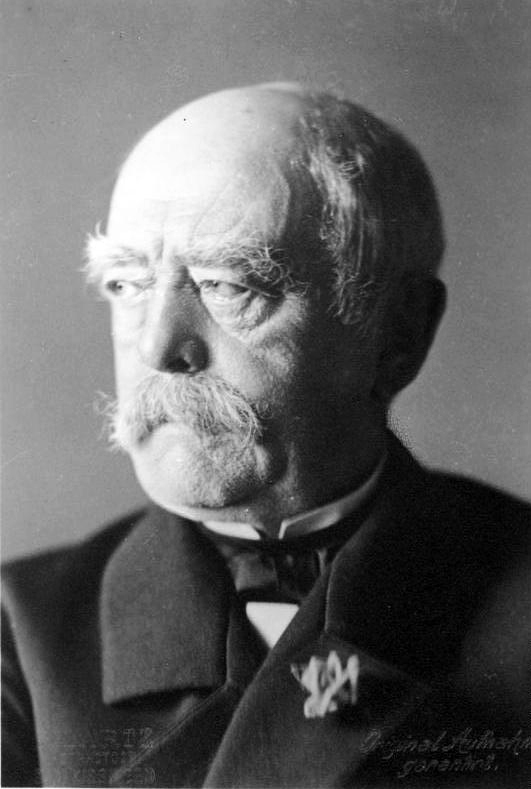
Otto von Bismarck

Le régime impérial allemand, après sa victoire de 1871, connaît un prodigieux essor industriel. Le chancelier Bismarck, dans un but de conservatisme défensif complétant les lois antisocialistes, met en place un système d’assurances sociales comprenant dès 1883 une assurance maladie, en 1886 une assurance accident, puis en 1889 l'assurance invalidité et retraite. Dans le système dit « bismarckien », les prestations sociales sont la contrepartie de cotisations.
La loi de 1889 aboutit à l'instauration d'un système de retraite par capitalisation cogéré par les employeurs et les employés où l’État ne joue qu'un rôle financier. Elle prévoit le versement, après trente annuités, d’une pension-rente égale à 16 % du salaire moyen. L'âge limite était fixé à 70 ans, mais l’assurance pension allemande réunissant l’invalidité et la retraite, 90% des salariés prenaient leur retraite en invalidité avant cet âge,.
L'Allemagne est rapidement imitée par certains de ses voisins, mais la France hésite.

## Contexte français
Depuis la loi sur les pensions civiles du 8 juin 1853 généralisant le régime de pension pour la fonction publique, l'ensemble des fonctionnaires (civils et militaires) bénéficiait d'une retraite par répartition. 
Certaines professions dans le secteur privé avaient également obtenu des droits à la retraite : en 1850, les premières compagnies privées de chemins de fer créèrent des caisses de retraite pour certains de leurs employés   et en 1894 les mineurs obtinrent, dans un cadre obligatoire, l’assurance maladie et un régime de retraite, suivis, en 1897, par les travailleurs des arsenaux et de l’armement et en 1909 pour tous les cheminots. Il s'agissait d'initiatives patronales destinées d'abord à fidéliser la main-d’œuvre .  
Un troisième modèle de gestion d'institutions de protection sociale issu des idées mutualistes   d'origine socialiste (Robert Owen, Pierre-Joseph Proudhon) commençait également à émerger.

## La loi de 1910

### Élaboration
La loi du 5 avril 1910 organise un système, les retraites ouvrières et paysannes (ROP), assez semblable au régime allemand où l'État garantit les versements liés aux cotisations des employeurs et salariés, fermiers, métayers, domestiques et verse un complément financier. 
Mais par contre, il ne couvre pas le risque d'invalidité, alors qu'en Allemagne 90% des liquidations de pensions étaient faites à ce titre avant la limite d'âge.
La CGT est hostile à la loi car l'âge de la retraite, 65 ans, dépasse la durée de vie moyenne. À cette époque, à peine 8 % de la population atteint 65 ans, dont une infime minorité d'ouvriers.  La CGT dénonce ainsi la « retraite des morts ». 
Corrélativement, le rôle des cotisants dans la gestion du régime est très limité : c'est une capitalisation aux mains de l'État et le syndicat estime que les sommes capitalisées serviront à préparer et soutenir des guerres.
Une partie importante du patronat s'oppose également à la loi.
Ce régime s'applique de façon obligatoire à toutes les personnes au salaire annuel inférieur à 3 000 francs. Il s'agit de la première loi qui instaure, en France, une retraite obligatoire et générale pour tous les ouvriers et paysans. Il est facultatif pour les fermiers, métayers et cultivateurs, ainsi que pour les salariés au revenu compris entre 3 000 et 5 000 francs par an. Les mineurs, qui bénéficient d'un régime propre depuis 1894 ne sont pas concernés.

### Mise en place

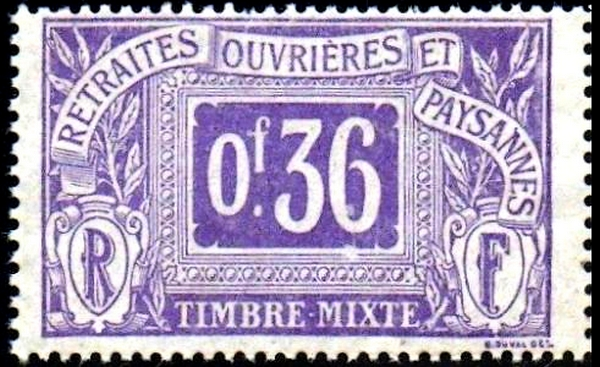
Timbre utilisé pour valider la cotisation, émis en France après 1911.

Un système de cartes avec des timbres socio-postaux est organisé, qui s'avère complexe d'utilisation. Rappelant le livret ouvrier qui servait au contrôle des embauchés jusqu'en 1890, il suscite les réticences des ouvriers.
Le 11 décembre 1911, la Cour de cassation annule de fait le caractère obligatoire de la loi en décrétant qu’un employeur ne peut pas « forcer » un salarié à cotiser. Cette décision est confirmée en 1912 par la même Cour. Par ailleurs, la révision de la loi en 1912 offre la possibilité de toucher la retraite à 60 ans. 
Les dépréciations monétaires qui se sont notamment produites en 1910 et 1918, consécutives à l'inflation, pénalisèrent bientôt ce système de retraite par capitalisation. 
Après la Première Guerre mondiale, le retour des trois départements d'Alsace-Moselle posa la question de supprimer le modèle bismarckien qui s'y appliquait, ou de l'étendre au reste du pays. La seconde solution fut retenue, la France étant alors le dernier pays européen sans assurance sociale générale.
Les quatre dévaluations survenues depuis 1936 ont encore souligné la faiblesse des systèmes par capitalisation ; la question des retraites donna lieu à pas moins de 24 projets ou propositions de lois entre 1936 et 1939.
Il faudra attendre 1941 pour qu'un système de retraite par répartition soit introduit en France sous l'égide de René Belin, ancien secrétaire de la CGT (Allocation aux vieux travailleurs salariés, AVTS) et l'ordonnance de 1945 pour qu'il soit généralisé en France.